# Jochen Hinsching
Jochen Hinsching (* 1938) ist ein deutscher Sportwissenschaftler und Hochschullehrer.

## Leben
Der aus dem Vogtland stammende Hinsching nahm 1956 in an der Deutschen Hochschule für Körperkultur (DHfK) in Leipzig ein Lehramtsstudium in den Fächern Sport und Geschichte auf und schloss dieses 1959 ab. Er war hernach als Lehrer tätig, ehe er an die DHfK zurückkehrte und dort eine Stelle als wissenschaftlicher Mitarbeiter wahrnahm. 1971 wechselte er an die Ernst-Moritz-Arndt-Universität Greifswald. 1984 legte er seine Habilitation mit dem Titel Sportsoziologische Untersuchungen zum Sport im Schulhort vor. Später wurde er dort auf eine Professur berufen und war Leiter des Arbeitsbereiches Sportpädagogik und Sportsoziologie. Zur DDR-Zeit war er jahrelang Mitglied der Fachkommission Sportsoziologie beim Wissenschaftlichen Rat für Körperkultur und Sport. Von 1998 bis 2003 fungierte Hinsching als Direktor des Sportinstituts der Uni Greifswald. Von 1991 bis 1995 gehörte Hinsching dem Vorstand der Deutschen Vereinigung für Sportwissenschaft (DVS) an. Er gehörte dem Kuratorium Olympische Akademie und Olympische Erziehung an.
1997 brachte er im Rahmen der Reihe „Sportentwicklungen in Deutschland“ gemeinsam mit Albrecht Hummel das Buch „Schulsport und Schulsportforschung in Ostdeutschland 1945-1990“ heraus. 1998 veröffentlichte Hinsching das Buch „Alltagssport in der DDR“. Er gehörte zu den Herausgebern der Schrift „Zur Geschichte des Greifswalder Sportinstituts“.
Zu seinen wissenschaftlichen Schwerpunkten zählten die Kindheitsforschung, soziale Aspekte des Schulsports sowie der soziale Wandel des Sports.